# Мардин, Ариф
Ари́ф Марди́н (англ. Arif Mardin, 15 марта 1932, Стамбул — 25 июня 2006[…], Нью-Йорк, Нью-Йорк) — турецкий и американский музыкальный продюсер, сотрудничавший с сотнями музыкантов в различных жанрах музыки, включая джаз, рок, соул, диско и кантри-музыка. Мардин работал на лейбле Atlantic Records более 30 лет как ассистент, продюсер, аранжировщик, студийный менеджер, вице-президент компании; затем он перешёл на EMI, где работал вице-президентом и генеральным менеджером лейбла Manhattan Records. Мардин сотрудничал с группами Queen, The Bee Gees, Culture Club, Scritti Politti, с такими музыкантами, как Анита Бейкер, Арета Франклин, Роберта Флэк, Бетт Мидлер, Лора Брэниган, Чака Хан, Фил Коллинз, Daniel Rodriguez, Нора Джонс, Ричард Маркс, Джуэл, Ринго Старр и многими другими. Ариф Мардин удостоен 11 премий «Грэмми».

## Награды
- Премия «Грэмми»
  - Лучший альбом года
    - 1979 (Saturday Night Fever, саундтрек)
    - 2003 (Come Away with Me — Нора Джонс)

  - Лучшее женское вокальное поп исполнение
    - 1982 («You Should Hear How She Talks About You» — Мелисса Манчестер)

  - Лучшее оформление альбома
    - 1993 (Queen of Soul: The Atlantic Recordings — Арета Франклин)

  - Лучший вокальный джаз альбом
    - 2004 (A Little Moonlight — Dianne Reeves)

  - Лучший альбом — музыкальное шоу
    - 1996 (Smokey Joe's Cafe)

  - Лучший вокальный поп-альбом
    - 2003 (Come Away with Me — Нора Джонс)

  - Лучшая вокальная аранжировка для двух или более голосов
    - 1984 («Be Bop Medley» with Чака Хан)

  - Продюсер года, не классический
    - 1976
    - 2003 (Come Away with Me — Нора Джонс)

  - Лучшая запись года
    - 1990 («Wind Beneath My Wings» — Бетт Мидлер)
    - 2003 («Don't Know Why» — Нора Джонс)

  - Trustees Award
    - 2002
- Trustee Award for a Lifetime of Achievement in Music by the Национальная академия искусства и науки звукозаписи США (NARAS) 2001
- «Man of the Year» by the Nordoff-Robbins Music Foundation 2001
- Ertegün Impact Award